# Paweł Czerwiński (ur. 1965)
Paweł Czerwiński (ur. 25 sierpnia 1965 w Krakowie) – polski urzędnik, dyplomata, prawnik. Ambasador RP w Słowenii (2015–2020) oraz Chorwacji (od 2023).

## Życiorys
Absolwent Wydziału Prawa i Administracji Uniwersytetu Jagiellońskiego (1989). Bezpośrednio po studiach pracował w prokuraturze rejonowej Kraków-Śródmieście.
W 1990 rozpoczął pracę w Ministerstwie Spraw Zagranicznych, początkowo jako attaché w wydziale konsularnym ambasady RP w Moskwie. W latach 1991–1996 zajmował się sprawami politycznymi, prawnymi i przez moment handlowymi w ambasadzie RP w Rydze. W tym czasie stworzył także kompleksowy poradnik dla osób ubiegających się o zwrot w ramach programu restytucji mienia nieruchomości posiadanych na Łotwie przed II wojną światową. Po powrocie do Warszawy w 1996, objął stanowisko eksperta ds. Litwy. W 1998 jako I sekretarz ds. politycznych i prasowych trafił do ambasady RP w Lublanie, która do listopada 2001 obejmowała swoją właściwością także Bośnię i Hercegowinę.
Od jesieni 2002 pracował w MSZ jako specjalista ds. Serbii, Czarnogóry, Kosowa oraz Bośni i Hercegowiny. W tym okresie opublikował cykl artykułów poświęconych ewolucji państw powstałych po rozpadzie Jugosławii. Od sierpnia 2004 przez blisko pół roku kierował ambasadą RP w Ankarze jako chargé d’affaires (w randze radcy). W lipcu 2006 został zastępcą szefa placówki w ambasadzie RP w Belgradzie, gdzie nadzorował całość zagadnień dotyczących polityki wewnętrznej i zagranicznej Serbii, a także stosunków polsko-serbskich. Odpowiadał też za kontakty z władzami Czarnogóry, do czasu utworzenia samodzielnej placówki RP w Podgoricy (2007), za analizę sytuacji w Kosowie, w tym za współpracę z polskimi żołnierzami i policjantami służącymi tam na misjach oraz za koordynację działań ambasady w okresie polskiego przewodnictwa w radzie UE.
W sierpniu 2012 Czerwiński powrócił z Belgradu i trafił do Protokołu Dyplomatycznego, gdzie pracował jako ekspert ds. prawnych, a następnie do inspektoratu służby zagranicznej. We wrześniu 2013 objął stanowisko zastępcy dyrektora sekretariatu ministra, gdzie nadzorował przygotowywanie oraz organizację wizyt i spotkań ministra spraw zagranicznych. 17 września 2015 został ambasadorem RP w Słowenii. Misję zakończył 29 lutego 2020. Od 1 października 2020 był etatowym doradcą Prezydenta RP ds. polityki zagranicznej. 19 lipca 2023 został mianowany ambasadorem w Chorwacji. Stanowisko objął w październiku 2023.
Żonaty z Agnieszką Czerwińską, ma syna Antoniego. Zna języki: angielski, słoweński, rosyjski, serbski (potwierdzone egzaminami) oraz komunikatywnie francuski.